# نيكولا كوريا دامود
نيكولا كوريا دامود (بالإنجليزية: Nicola Correia-Damude)‏ هي ممثلة كندية. ولدت يوم 21 يونيو 1981 في تورونتو في كندا.

## روابط خارجية
- نيكولا كوريا دامود على موقع IMDb (الإنجليزية)
- نيكولا كوريا دامود على موقع قاعدة بيانات الفيلم (الإنجليزية)